# 天主教夏延教區
天主教夏延教區（拉丁語：Diocesis Cheyennensis）是美國一個羅馬天主教教區，屬丹佛總教區。成立於1887年8月2日。
範圍包括懷俄明州全州，教座位於該州州府夏延。2006年有教友49,459人（佔全州人口9.8%）、卅六個堂區、六十二名司鐸。現任教區主教為保祿·D·艾蒂安。